# Atletu
Pour plus de détails, voir Fiche technique et Distribution.
Atletu est un film réalisé en 2009.

## Synopsis
Atletu est le portrait, mêlant fiction et images d’archives, d’une légende du marathon : l’Éthiopien Abebe Bikila. En 1960, lorsqu’il arrive aux Jeux olympiques de Rome, il est parfaitement inconnu. Pourtant, ce fils de berger, pieds nus, remporte la médaille d’or au marathon. Quatre ans plus tard, il réitère son exploit aux Jeux de Tokyo, devenant ainsi le premier champion olympique à être deux fois vainqueur du marathon. Mais quelques années plus tard, victime d’un accident de voiture, il perd l’usage de ses jambes. Il meurt quatre ans après.

## Fiche technique
- Réalisation : Davey Frankel et Rasselas Lakew
- Production : AV Patchbay Cinema Aethiopica Instinctive Film
- Scénario : Rasselas Lakew, Davey Frankel, Mikael Awake
- Image : Philipp Pfeiffer, Rodney Taylor, Radoslav Spassov, Toby Moore
- Son : Dave Patterson
- Musique : Christian Meyer
- Montage : Davey Frankel, Matt Mayer
- Interprètes : Rasselas Lakew, Dag Malmberg, Ruta Gedmintas, Abba Waka Dessalegn
- Langue : amharique

## Distribution
- Rasselas Lakew : Abebe Bikila
- Dag Malmberg : Onni
- Ruta Gedmintas : Charlotte
- Abba Waka Dessalegn : The Priest
- Johnny Ashenafi : Coach Nega
- Woyneshet Belachew : Telephone Operator
- Abebe Bikila : lui-même (images d'archives)
- Arne Boysen : Gunnar Krogsveen
- Yeneneh Ezra : l'empereur Haile Selassie
- Fekadu Gemechu : Uncle
- Mersha Getahun : Bartender
- Tigist Gurma : Motel Manager
- Benito Mussolini : lui-même (images d'archives)
- Hristo Petkov : Archery coach
- Ekaterina Petrova : Journalist
- Assefa Tegene : Male Border Guard
- Zelalem Yetagesu : Rude Officer

## Récompenses
- Festival Internacional de Edimburgo 2009
- Festival Internacional de Rótterdam 2009